# 藤谷梨砂子
藤谷 梨砂子（ふじたに りさこ、1997年6月11日 - ）は、日本のモデル、レースクイーン。兵庫県出身。愛称は「りさまる」。

## 経歴・人物
2017年1月31日、2017年bigbangラウンドガールに選ばれた 。同年3月3日、エヴァンゲリオンレーシングレースクイーン2017の渚カヲル役に選ばれた。
2018年4月1日、所属事務所移籍に伴い、藤谷梨砂から七海に改名。モデルの道に専念して踏み出す事を決意したが、同年5月1日より無所属になったことから藤谷梨砂子に改めた。
2019年3月1日、エヴァンゲリオンレーシングレースクイーン2019の渚カヲル役に選ばれたことが公表された。2020年も引き続きエヴァンゲリオンレーシングレースクイーン2020の渚カヲル役に選ばれたことが公表された。
2025年7月16日、鈴鹿8時間耐久ロードレースのエヴァンゲリオンレーシングサーキットメイト2025のアスカ役に選ばれたことが公表された。
趣味は、お買い物、料理、一人カラオケ。特技は、フラフープ、大食い。

## 出演

### ラウンドガール
| 年     | 大会名                   | ユニット名            | 他メンバー                                                                        |
| ------ | ------------------------ | --------------------- | --------------------------------------------------------------------------------- |
| 2017年 | ビッグバン〜統一への道〜 | Bigbang GIRLS         | 徳成玲香                                                                          |
| 2023年 | KNOCK OUT                | KNOCK OUTガールズ2023 | 来栖うさこ、天野ちよ、徳勢菜那、織田いちか                                        |
| 2024年 | KNOCK OUT                | KNOCK OUTガールズ2024 | 来栖うさこ、徳勢菜那、弓川いち華、米倉みゆ 要あい、そちお、おさかな伯爵、茜紬うた |

### レースクイーン
- エヴァンゲリオンレーシング2017 渚カヲル役
  - 3月4日：『ユニゾンリーグ』での「エヴァンゲリオン」コラボイベント開催を記念した特別生放送配信（配信元：ニコニコ生放送、FRESH！、MC：アメリカザリガニ、ゲスト：バッファロー吾郎（竹若元博）、川村ゆきえ、エヴァンゲリオンレーシングRQ 2017）[9]。
  - 5月3日 - 4日：SUPER GT、富士スピードウェイ[10]
  - 5月20日 - 21日：SUPER GT、オートポリス[11]
  - 6月18日：RQ撮影会
  - 7月29日 - 30日：鈴鹿8時間耐久ロードレース
  - 8月5日 - 6日：SUPER GT、富士スピードウェイ[12]
  - 8月26日 - 27日：SUPER GT、鈴鹿
  - 9月17日：RQ撮影会
  - 10月28日 - 30日：パチンコ『CRヱヴァンゲリヲン2018年モデル』のプロモーション、ニッカンスポーツ号外の配布[13]。東京　池袋（28日）、K-POWERS 大阪本店（29日）、仙台　ハピナ名掛丁周辺（30日）
  - 11月11日 - 12日：SUPER GT、ツインリンクもてぎ
  - 2018年2月4日：RQ撮影会
- エヴァンゲリオンレーシング2019 渚カヲル役
- エヴァンゲリオンレーシング2020 渚カヲル役
- エヴァンゲリオンレーシング2021 渚カヲル役
- エヴァンゲリオンレーシング2025 鈴鹿8時間耐久ロードレース アスカ役

### イベント
- 大阪モーターサイクルショー2018「ハーレーダビッドソンブースコンパニオン」（2018年3月16日 - 18日）[注 1]
- 大阪オートメッセ2019「WALDブースモデル」（2019年2月9日 - 11日）[15]
- 新城ラリー2019 [16]横浜ゴム ADVANGAL （2019年3月15日 - 17日）